# Epitrioza shaanxiana
Epitrioza shaanxiana är en insektsart som beskrevs av Yang och Li 1981. Epitrioza shaanxiana ingår i släktet Epitrioza och familjen spetsbladloppor. Inga underarter finns listade i Catalogue of Life.